# Mormia flagellifera
Mormia flagellifera és una espècie d'insecte dípter pertanyent a la família dels psicòdids que es troba a Àfrica: Sud-àfrica, Zàmbia i la República Democràtica del Congo.